# Сорнак (кантон)
Сорна́к (фр. Sornac) — кантон во Франции, находится в регионе Лимузен, департамент Коррез. Входит в состав округа Юссель.
Код INSEE кантона — 1923. Всего в кантон Сорнак входят 8 коммун, из них главной коммуной является Сорнак.

## Коммуны кантона
| Коммуна            | Население, чел. (2007) | Почтовый индекс | Код INSEE |
| ------------------ | ---------------------- | --------------- | --------- |
| Бельшассань        | 73                     | 19290           | 19021     |
| Мильваш            | 90                     | 19290           | 19139     |
| Пейрельвад         | 831                    | 19290           | 19164     |
| Сен-Жермен-Лавольп | 92                     | 19290           | 19206     |
| Сен-Реми           | 236                    | 19290           | 19238     |
| Сен-Сетье          | 237                    | 19290           | 19241     |
| Сорнак             | 817                    | 19290           | 19261     |
| Шаванак            | 61                     | 19290           | 19052     |

## Население
Население кантона на 2007 год составляло 2 437 человек.
| 1962  | 1968  | 1975  | 1982  | 1990  | 1999  | 2006  | 2007  |
| ----- | ----- | ----- | ----- | ----- | ----- | ----- | ----- |
| 2 916 | 3 472 | 3 284 | 3 047 | 2 767 | 2 454 | 2 442 | 2 437 |